# يوسف إليان سركيس
يوسف إليان سَرْكيس (1272- 1351 هـ / 1856- 1932 م) هو أديب وكاتب سوري، من أهل دمشق. عُني بالرصد الببليوغرافي للمطبوعات العربية.

## سيرته
وُلد يوسف بن إليان بن موسى سركيس بدمشق، وانتقل في صغره إلى بيروت، وقضى 35 عامًا موظفًا في البنك العثماني، كاتبًا فمديرًا، في كل من بيروت ودمشق وقبرص وأنقرة والآستانة. ثم استقرَّ بمصر في سنة 1912، ليشتغل بتجارة الكتب.

## أهم آثاره
«معجم المطبوعات العربية والمعربة».
له مقالات تاريخية وعلمية نشرها في الصحف والمجلات مثل جريدة «البشير»، ومجلة «المقتطف»، ومجلة «المشرق».